# سیارک ۸۵۳۴
سیارک ۸۵۳۴ (به انگلیسی: 8534 Knutsson، نامگذاری:1993FJ10) هشت هزار و پانصد و سی و چهارمین سیارک کشف شده‌است که در ۱۷ مارس ۱۹۹۳ کشف شد.
قدر مطلق سیارک برابر ۱۲٫۷۰ است.